# ساحة مظفر
ساحة مظفر هي فلكة مرورية في شرق بغداد في حي الأمانة بمنطقة جميلة بين محلة 512 و514 شمالاً ومحلة 513 و511 جنوباً. وتُعدّ الساحة مدخلاً رئيسياً وبوابةً إلى مدينة الصدر (الثورة سابقاً). كان اسم الساحة الرسمي ساحة الأول من أيار، وكان قريباً من الساحة عيادة طبيب اسمه مظفر أسعد، فصارت الساحة تُسمّى على اسمه. الساحة مقصد للعمّال المُياوِمين الباحثين عن عمل يومي.